# Inégalité de Kunita-Watanabe
En calcul stochastique, l'inégalité de Kunita-Watanabe est une généralisation de l'inégalité de Cauchy-Schwarz aux intégrales de processus stochastiques. Elle a été formulée pour la première fois par Hiroshi Kunita et Shinzo Watanabe ; elle joue un rôle déterminant dans l'extension de l'intégrale stochastique d'Ito aux martingales de au carré intégrables.

## Énoncé du théorème
Soient M, N des martingales locales continues et soient H, K des processus mesurables . Alors on a l'inégalité :
{\displaystyle \int _{0}^{t}\left|H_{s}\right|\left|K_{s}\right|\left|\mathrm {d} \langle M,N\rangle _{s}\right|\leq {\sqrt {\int _{0}^{t}H_{s}^{2}\,\mathrm {d} \langle M\rangle _{s}}}{\sqrt {\int _{0}^{t}K_{s}^{2}\,\mathrm {d} \langle N\rangle _{s}}}}
où les chevrons indiquent les opérateurs de variation quadratique et de covariation quadratique. Les intégrales s'entendent au sens de Lebesgue-Stieltjes.